# 中建岛冲突
中建岛冲突，是中华人民共和国与越南社会主义共和国在西沙群岛西南的中建岛爆发的一场没有交火的冲突。也是迄今为止越南社会主义共和国为夺取西沙群岛附近岛屿的唯一一次军事尝试。

## 背景
1978年1月19日，海军中建岛守备队（连级）正式成立，队长张有义。中建岛正式纳入中华人民共和国管制。
1979年2月，对越自卫反击战正式爆发，为防止越军可能的趁机侵占，中国人民解放军海军在中建岛成立了前线指挥所，正在岛上检查战备工作的西沙水警区作战科长陈伟文被任命为指挥员，统管驻岛陆海军部队和地方船只战备工作。因为当时正在进行填海造港施工，所以岛内只有1支挖泥船队和一艘运输船停泊，并无战斗舰艇。

## 过程
1979年4月10日凌晨7时，越军派出3艘武装船只试图占领中建岛，但当接近后发现其错误估计了岛上解放军的数量，随即分头撤退。为了摸清越南人的目的，陈伟文当即命令守备队长张有义、副队长牛泉水率领16名战士，携带报话机乘坐9521号登陆艇前去查船，正在中建岛港口航道施工的南驳22号运输船主动要求配合。8时25分，这三艘似乎没有做什么战斗准备的越南船只，发现中国海军的船只向他们冲来以后立刻分两路撤退。
陈伟文随即征调所有施工用运输船、挖泥船组成编队，分路组织追击，经过两个多小时的追击和围捕，3艘越南武装船被中国海军全部捕获，越南人民军第五军区后勤局475营2连上士船长范明雄以下24人被俘，缴获40火箭筒6具，美式机枪5挺，中式、苏式冲锋枪12支，各种子弹4300余发，报话机2部，收音机3部，望远镜1副，排水量10吨的船只3艘。战斗期间中国海军曾鸣枪示警，但枪口并未指向越军。

## 后续
通过审讯，越军俘虏声称三艘越军船只出海的任务是打鱼和巡逻，到西沙群岛是“误入中国领海”，没有想到解放军船只的速度过快，于是便投降了。但陈伟文在看到越军携带的武器与弹药后并未相信这番说法。最终，被俘的越方人员于1980年2月14日从广西壮族自治区友谊关释放回国。
陈伟文因此事件荣立二等功。中建岛守备队荣获集体二等功。1982年8月，守备队被中央军委授予“爱国爱岛天涯哨兵”荣誉称号。
自此事件后，越南再也没有采取任何对西沙群岛的军事行动。